# Quatre-Champs
Quatre-Champs település Franciaországban, Ardennes megyében. Lakosainak száma 244 fő (2022. január 1.). Quatre-Champs Ballay, Belleville-et-Châtillon-sur-Bar, Noirval, Toges, Vandy és Bairon-et-ses-Environs községekkel határos.

## Népesség
A település népességének változása:
| Lakosok száma | 212  | 170  | 187  | 198  | 197  | 203  | 218  | 237  | 238  | 244  |
|               | 1968 | 1982 | 1990 | 2006 | 2013 | 2015 | 2017 | 2019 | 2020 | 2022 |